# Daniel Amigo
Daniel Amigo (El Paso, Texas, 13 de septiembre de 1995) es un baloncestista estadounidense nacionalizado mexicano, que desde octubre de 2022 se encuentra sin equipo. Con 2,08 metros de estatura, juega en la posición de pívot.

## Trayectoria deportiva

### Universidad
Jugó cuatro temporadas con los Pioneers de la Universidad de Denver, en las que promedió 11,8 puntos, 5,1 rebotes y 1,2 asistencias por partido. En sus dos últimas temporadas fue incluido en el segundo mejor quinteto de The Summit League.

### Profesional
Tras no ser elegido en el Draft de la NBA de 2018, en el mes de junio firmó su primer contrato profesional con el Debreceni Kosárlabda Akadémia de la NB I/A, la primera división del baloncesto húngaro. En su primera temporada, jugando como titular, promedió 11,9 puntos y 6,2 rebotes por partido.
En las siguientes temporadas, jugaría dos temporadas en la Liga Nacional de Baloncesto Profesional de México para los Soles de Mexicali, actuando en el medio en el KK Pieno žvaigždės.
El 30 de noviembre de 2021 regresa a Europa y firma por el Twarde Pierniki Toruń de la Energa Basket Liga, la primera división del baloncesto polaco.
El 13 de julio de 2022 se anunció su incorporación a los Libertadores de Querétaro para disputar la temporada 2022 de la LNBP de México, siendo su contratación la más cara en la historia del club hasta ese momento. Sin embargo Amigo no culminaría el campeonato, desvinculándose del equipo a comienzos del mes de octubre a causa de una lesión en su rodilla izquierda que le impidió seguir jugando.
Regresó a las canchas en el verano de 2023 para actuar con la selección de baloncesto de México, pero se resintió de su lesión en la rodilla izquierda durante la disputa de la Copa Mundial de Baloncesto, motivo por el cual regresó a la inactividad para recuperarse y se perdió la siguiente temporada.

## Selección nacional

### Argentina
Siendo todavía un jugador del circuito universitario estadounidense, Amigo manifestó su deseo de representar a la selección de baloncesto de Argentina, puesto que su padre, Andrés Amigo, es de nacionalidad argentina.
En 2017 fue invitado por el entrenador Sergio Hernández de cara a los entrenamientos previos de la Copa FIBA Américas de 2017, sin embargo, por no poseer la ciudadanía argentina, Amigo debió optar por un método de nacionalización para poder representar al país en dicho torneo. Finalmente no participó de la competición.
En 2019 jugó con la selección universitaria de baloncesto de Argentina en la XXX Universiada organizada en la ciudad italiana de Nápoles. En esa oportunidad compartió plantel con jugadores como Juan Pablo Vaulet, Facundo Corvalán y Erik Thomas. 

### México
En febrero de 2020 fue convocado por la selección de baloncesto de México.
Consiguió una medalla de plata en el torneo de baloncesto de los XXIV Juegos Centroamericanos y del Caribe.
Durante agosto y septiembre de 2023 fue integrante de la selección de México que participó en el Mundial de 2023 celebrado en Asia, y que finalizó en vigesimoquinto lugar.